# No Quarter
No Quarter е песен на английската рок група „Лед Зепелин“, включена в петия им албум Houses of the Holy (1973). Тя е написана от Джон Пол Джоунс, Джими Пейдж и Робърт Плант. No Quarter е записана през 1972 г. в Лондон и миксирана от Анди Джонс, версията, която е включена в албума, еволюира от по-бърза такава, която групата записеа по-рано в старо имение в източен Хемпшир, Англия. Джими Пейдж намалява цялата песен с полутон, зада ѝ придаде по-плътно и по-интензивно настроение, а в допълнение към промяната на височината, версията за албума включва много силно компресирана китарна песен, придавайки ѝ тон, уникален за „Лед Зепелин“. Китарният соло ефект е постигнат чрез директно впръскване и компресия.
Заглавието произлиза от военната практика да не се проявява милост към победен противник и от смелата постъпка да не се иска милост, когато бъде победен. Тази тема е уловена в няколко от текстовете на песента, подобно на Immigrant Song (два албума по-рано), която предизвиква образи от викингите и скандинавската митология, с текстове като „ветровете на Тор са студени“.
Песента става централна част на всички концерти на „Лед Зепелин“ след това, като се свири на почти всяка тяхна изява, която групата прави до 1980 г., но е издвадена от списъка с песни при последното им турне Tour Over Europe 1980 през същата година. Включена е, както във филмовите версии, така и в двете версии на албума записан на живо на The Song Remains the Same, издаден през 1976 г. и разширен през 2007 г.
Звукозаписният продуцент Рик Рубин отбеляза за структурата на песента: „Необходима е такава увереност, за да можеш да бъдеш наистина тих и свободен за толкова дълго време. „Лед Зепелин“ напълно промени начина, по който гледаме на това какво може да бъде популярната музика.“

## Музиканти
- Робърт Плант – вокали, хармоника
- Джими Пейдж – китара
- Джон Пол Джоунс – бас китара, клавиши
- Джон Бонъм – барабани